# 東由希
東由希（7月29日—），日本女性漫畫家及插畫家，大阪府堺市出身，現居東京都。她主要繪製青年漫畫、一般向漫畫、成人漫畫、遊戲軟體原畫，特色為常畫雙馬尾美少女。繪製同人誌時曾用筆名「悠理舞」、「三菱命」、，一般向漫畫則為。從《妄想眼鏡》以後的筆名統一為。

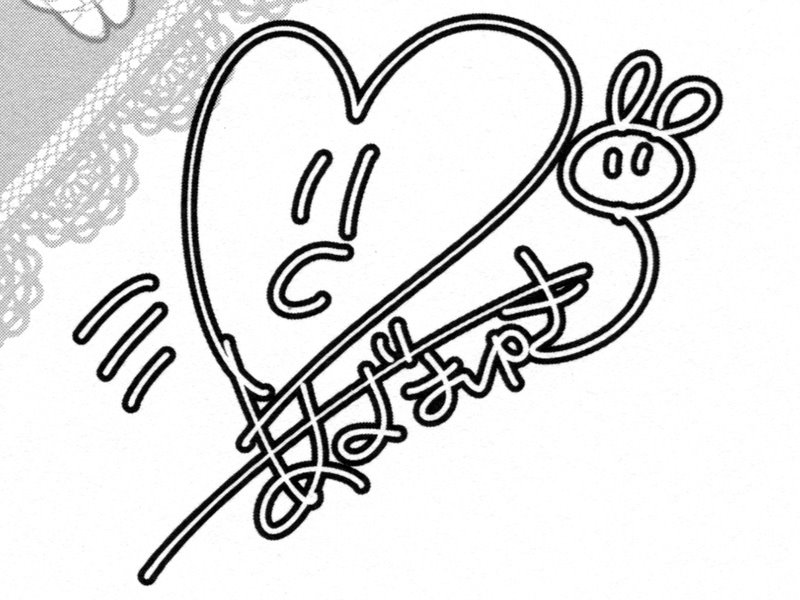
東由希的簽名

2011年11月17日，應繪師100人展台灣巡迴展邀請來台灣，在台灣巡迴展首站高雄市駁二藝術特區舉辦簽名會。2012年2月，將同人誌即賣會的觸角延伸至台灣，並大方允許在其Twitter官方頁面用中文留言。

## 作品

### 同人誌
、三菱命、東由希名義
- 《Imomuya本舖》（いもむや本舗）系列〔－2010年〕
- 《Singleton》（Singleton）系列〔2011年－2014年〕
- 《Imomuya本舖-Singleton》（いもむや本舗-Singleton）系列〔2014年－〕

### 漫畫
名義
- 《我的撒嬌鬼》（コスプレ♥ドール（日语：コスプレドール））
  - Cosmic出版  2001年6月 ISBN 4-7747-0140-8
  - 實業之日本社 2004年2月 ISBN 4-408-16806-8
  - 新視界文化代理台灣中文版2001年9月初版1刷，ISBN 986-7947-03-7，無中文譯名
  - 尚禾文化代理台灣中文版，EAN 4711436568519
- 《○○學院××科》（○○学院××科）
  - Cosmic出版 2002年7月 ISBN 4-7747-0149-1
  - 實業之日本社 2005年11月 ISBN 4-408-16959-5
  - 尚禾文化代理台灣中文版，EAN 4711436568502
- 《水手服的誘惑》（こんいろ）
  - Cybele出版 2002年10月 ISBN 4-88332-264-5、Leed社 2003年5月 ISBN 4-8458-2461-2
  - 實業之日本社 2006年10月 ISBN 4-408-17025-9
  - 尚禾文化代理台灣中文版
- 《櫃檯西施》（ボクの番台さん）：實業之日本社發行，尚禾文化代理台灣中文版
  1. 第1卷：實業之日本社 2005年3月28日初版發行 ISBN 4-408-16897-1
  2. 第2卷：實業之日本社 2006年1月20日初版發行 ISBN 4-408-16967-6
  3. 第3卷：實業之日本社 2006年9月29日初版發行 ISBN 4-408-17014-3
  4. 第4卷：實業之日本社 2007年9月29日初版發行 ISBN 978-4-408-17078-7（ISBN 4-408-17078-X）
- 《UP UP俏嬌孃》（Cheer up!）
  - 實業之日本社 2008年1月20日初版發行 ISBN 978-4-408-17099-2
  - 尚禾文化代理台灣中文版
- 《美神進行式》（かみing♥ど〜る（日语：かみingど〜る））：實業之日本社發行，尚禾文化代理台灣中文版
  1. 第1卷：實業之日本社2008年6月29日初版發行，ISBN 978-4-408-17125-8
  2. 第2卷：實業之日本社2009年2月12日初版發行，ISBN 978-4-408-17166-1
  3. 第3卷：實業之日本社2009年8月12日初版發行，ISBN 978-4-408-17198-2
  4. 第4卷：實業之日本社2010年3月12日初版發行，ISBN 978-4-408-17237-8
- 《Love Shelter》（らぶしぇるたぁ）：實業之日本社發行
  1. 第1卷：實業之日本社2011年1月發行，ISBN 978-4-408-17298-9
  2. 第2卷：實業之日本社2011年6月發行，ISBN 978-4-408-17325-2
- 《妄想眼鏡》（妄想メガネ）：集英社《Business Jump》→《Grand Jump Web》→《Grand Jump》連載中
  1. 第1卷：集英社2012年11月24日第1刷發行，ISBN 978-4-08-879474-7
  2. 第2卷：集英社2013年4月24日第1刷發行，ISBN 978-4-08-879584-3
  3. 第3卷：集英社2014年6月24日第1刷發行，ISBN 978-4-08-879799-1
- 《SCHOOLMATE Kiss》（SCHOOLMATE Kiss）：秋田書店發行，台灣角川代理台灣中文版
  1. 第1卷：秋田書店2013年1月5日初版發行，ISBN 978-4-253-15136-8
  2. 第2卷：秋田書店2013年11月5日初版發行，ISBN 978-4-253-15137-5
  3. 第3卷：秋田書店2014年10月5日初版發行，ISBN 978-4-253-15138-2
- 《男子禁入!!富蕾絲女學院》（男子禁制!!フレーゼ女学院）：角川書店2012年11月19日發行，ISBN 978-4-04-120494-8
- 《cos-chu♥》（cos-chu♥）：秋田書店發行
  1. 第1卷：秋田書店2013年7月5日初版發行，ISBN 978-4-253-25656-8
  2. 第2卷：秋田書店2014年2月初版發行，ISBN 978-4-253-25657-5
- 《星姬村秘聞》（星姫村のないしょ話）：秋田書店發行
  1. 第1卷：秋田書店2015年10月發行，ISBN 978-4-253-25621-6
  2. 第2卷：秋田書店2016年3月發行，ISBN 978-4-253-25622-3
  3. 第3卷：秋田書店2016年9月發行，ISBN ISBN 978-4-253-25623-0

名義
- 《SNOW ～Pure White～》（角川書店2003年12月 ISBN 4-04-713594-1）
- 《變身萌娘》（Rくろにくる）（原作，《月刊CompAce》連載）
  - 《變身萌娘 －prelude－》（Rくろにくる －prelude－）（角川書店2007年12月 ISBN 4-04-713993-9，台灣角川代理台灣中文版2009年10月28日出版 ISBN 978-986-237-337-8）
- （《Ace桃組》、《月刊CompAce》連載）
- 《Glee Green Island》（Glee Green Island）（芳文社《Manga Time Kirara MAX》連載 2005年11月28日 ISBN 4-8322-7555-0）
- （芳文社《Manga Time Kirara MAX》連載 2006年11月27日 ISBN 4-8322-7603-4）
- 《清涼學園》（SCHOOLMATE）：秋田書店發行，青文出版社代理台灣中文版
  1. 第1卷：秋田書店2007年11月20日初版發行，ISBN 978-4-253-25511-0
  2. 第2卷：秋田書店2009年3月5日初版發行，ISBN 978-4-253-25512-7
  3. 第3卷：秋田書店2011年3月5日初版發行，ISBN 978-4-253-25513-4
  4. 第4卷：秋田書店2012年6月5日初版發行，ISBN 978-4-253-25514-1
- 《柊小學戀愛俱樂部》（柊小学校恋愛くらぶ）：雙葉社發行，長鴻出版社代理台灣中文版
- 《媽媽是同班同學》（ママは同級生）：秋田書店發行，青文出版社代理台灣中文版
  1. 第1卷：秋田書店2008年12月9日發行，ISBN 978-4-253-14897-9；青文出版社2009年12月25日初版一刷發行，ISBN 978-986-256-110-2
  2. 第2卷：秋田書店2009年10月20日發行，ISBN 978-4-253-14898-6；青文出版社2010年6月25日初版一刷發行，ISBN 978-986-256-335-9
  3. 第3卷：秋田書店2010年10月20日發行，ISBN 978-4-253-14899-3；青文出版社2011年1月25日初版一刷發行，ISBN 978-986-256-641-1
  4. 第4卷：秋田書店2011年9月20日發行，ISBN 978-4-253-14900-6；青文出版社2012年3月25日初版一刷發行，ISBN 978-986-310-110-9
- 《be our guest》（be our guest（日语：Be our guest））（史克威尔艾尼克斯《YOUNG GANGAN》連載2話）

### 畫集
- 《畫集 four colors》（あずまゆき画集 four colors）（實業之日本社2011年12月21日初版第1刷發行，ISBN 978-4-408-61275-1）

### 其他
- High-Soft十八禁遊戲原畫
- High-Soft十八禁遊戲《與cosplayer戀愛吧！》（コスプレイヤーに恋しよう！）原畫
- High-Soft十八禁遊戲原畫
- Solid Theater萌文具組《Play★Stationery》（ぷれい★ステーショナリー）人物設計
- 櫻木充輕小說《隔壁的大姐姐》（隣りのお姉さん）插畫（法蘭西書院2006年2月初版，ISBN 978-4829657737）
- 有限會社TRC手機遊戲《超萌！打磚塊by東由希》（メガ萌え！ブロック崩しbyあずまゆき）插畫[9]

## 外部連結
- あずまゆき個人網站 （页面存档备份，存于）（日語）
- あずまゆき2008年11月21日以前的個人部落格（日語）
- あずまゆき2008年11月21日以後的個人部落格 （页面存档备份，存于）（日語）
- 東由希的Facebook專頁（日語）
- 東由希的X（前Twitter）（日語）
- 東由希的pixiv（日語）